# Ултуган
«Ултуган» (інша назва: «Море… прийди!») — радянський художній фільм 1990 року, знятий режисером Єдиге Болисбаєвим на кіностудії «Катарсіс».

## Сюжет
Одноманітне й убоге життя селища, від якого давно пішло море: остови іржавих риболовецьких траулерів, чоловіче населення, що поступово спивається… Щоденна самотність і безвихідь приводять Ултуган до думки покінчити з життям. Почуття, що раптово виникло до колишнього капітана, зігріває змерзлу душу жінки. Однак обставини стають сильнішими за кохання. Ултуган не принесе горя в інший дім.

## У ролях
- Мадіна Єржанова — головна роль
- Джамбул Худайбергенов — головна роль
- Тамара Шакірова — роль другого плану
- Арарат Машанов — роль другого плану
- Касим Жакібаєв — роль другого плану

## Знімальна група
- Режисер — Єдиге Болисбаєв
- Сценарист — Єдиге Болисбаєв
- Оператор — Марат Дуганов
- Композитор — Ренат Салаватов